# 拉爾夫·瓦特林
拉爾夫·喬治·瓦特林（Ralph George Watling，1872年9月12日—？），是一名已故英格蘭羽球運動員。
拉爾夫·瓦特林在20世紀初的全英羽球錦標賽取得了幾次勝利。1901年，他打進男子單打決賽，但輸給了H·W·戴維斯。一年後，他贏得男子單打冠軍，在決賽中擊敗了E·楊。1903年，他衛冕成功，並且與喬治·湯姆斯男爵搭檔贏得男子雙打亞軍。1905年，他再次打進男子單打決賽，但被亨利·諾曼·馬瑞特擊敗。
瓦特林也是諾福克隊的板球運動員。